# Wallenfels
Wallenfels là một đô thị thuộc huyện Kronach trong bang Bayern của nước Đức.
Twin town of Bingham, Nottinghamshire, Anh.